# 双筑波勇人
双筑波 勇人（ふたつくば ゆうと、1974年10月7日 - ）は、茨城県つくば市出身で立浪部屋所属の元大相撲力士。本名は廣瀬 昌司（ひろせ まさし）。身長185cm、体重144kg。最高位は西十両13枚目（1999年1月場所）。得意技は左四つ、寄り、上手投げ、小手投げ。

## 来歴
誕生時の体重は3750gもあり、幼少期から同年代の子どもよりも体が大きかった。相撲好きの祖父の影響で、幼少期からテレビで相撲を観戦していた。小学校5年生の頃には既に力士を志しており、当時は千代の富士の大ファンであった。小学校6年生時から石下町体育協会の柔道教室に通っていたが、協会長の紹介で、中学3年時には、立浪部屋に体験入門をしたこともあった。
当初は中学卒業後の大相撲入りを決心していたが、土浦日本大学高校柔道部監督の落合正利の熱心な勧誘により、同高校に進学することになった。高校時代には、1992年の全国高等学校総合体育大会で重量級個人戦ベスト8に入るなどの実績を残した。柔道の実績を買われて、複数の大学からの誘いがあったが、廣瀬は当初からの目標であった大相撲を選び、中学生時代からの縁であった立浪部屋への入門を決めた。
高校卒業と同時の1993年3月場所に初土俵を踏んだ。入門から2年半で幕下に昇進。足腰の強さを活かした投げ技が得意で、左四つになると特に力を発揮した。1996年7月場所は幕下で6戦全勝とするが、もう1人の6戦全勝が同部屋の大日ノ出だった為、13日目、7番相撲で星違いの金作と対戦が組まれたが敗れ、大日ノ出も星違いの後藤に敗れた為、全勝力士が消えて1敗力士9人による優勝決定戦とされてしまった（優勝は金作）。幕下中位でやや苦労したが、1999年1月場所に十両に昇進した。しかし立合いが遅く、強引な投げ技が多く糖尿病もあったため2勝13敗と大敗し1場所で幕下に陥落した。同年9月場所は西幕下9枚目で幕下唯一の6戦全勝として幕下優勝と同時に十両復帰のチャンスを得たが、13日目の7番相撲で星違いの十文字に敗れて幕下優勝と十両復帰を逃した。全勝の双筑波が敗れた為幕下は6勝1敗で7人が並んだが、双筑波本人は怪我の為千秋楽に行われた幕下優勝決定戦を棄権する羽目になってしまった（決定戦は双筑波を除く6人で行われ、彩豪が優勝した）。その後は精彩を欠く相撲が多くなり、ヘルニアの持病もあって幕下に低迷。2002年1月場所を最後に27歳で現役を引退した。引退後は実家の建材会社を手伝っている。

## 主な戦績
- 生涯成績：201勝173敗6休  勝率.537
- 十両成績：2勝13敗  勝率.133
- 現役在位：54場所
- 十両在位：1場所

### 場所別成績
| | 一月場所 初場所（東京） | 三月場所 春場所（大阪） | 五月場所 夏場所（東京） | 七月場所 名古屋場所（愛知） | 九月場所 秋場所（東京） | 十一月場所 九州場所（福岡） |
| --- | ----------------------- | ----------------------- | ----------------------- | --------------------------- | ----------------------- | --------------------------- |
| 1993年 （平成5年） | x                       | （前相撲）              | 東序ノ口6枚目 5–2       | 東序二段141枚目 5–2         | 東序二段96枚目 7–0      | 東三段目85枚目 2–5          |
| 1994年 （平成6年） | 東序二段11枚目 5–2      | 東三段目76枚目 3–4      | 東三段目94枚目 6–1      | 東三段目40枚目 4–3          | 東三段目25枚目 3–4      | 東三段目41枚目 2–5          |
| 1995年 （平成7年） | 東三段目68枚目 5–2      | 西三段目37枚目 5–2      | 西三段目8枚目 4–3       | 東幕下58枚目 4–3            | 東幕下47枚目 4–3        | 東幕下38枚目 3–4            |
| 1996年 （平成8年） | 東幕下47枚目 2–5        | 西三段目15枚目 4–3      | 西三段目4枚目 6–1       | 東幕下34枚目 6–1            | 西幕下14枚目 2–5        | 東幕下29枚目 6–1            |
| 1997年 （平成9年） | 東幕下10枚目 3–4        | 東幕下18枚目 4–3        | 西幕下13枚目 4–3        | 西幕下7枚目 3–4             | 東幕下12枚目 3–4        | 東幕下18枚目 3–4            |
| 1998年 （平成10年） | 東幕下26枚目 4–3        | 西幕下17枚目 5–2        | 西幕下10枚目 5–2        | 西幕下4枚目 4–3             | 西幕下2枚目 4–3         | 東幕下2枚目 4–3             |
| 1999年 （平成11年） | 西十両13枚目 2–13       | 西幕下8枚目 2–5         | 東幕下21枚目 4–3        | 西幕下15枚目 4–3            | 西幕下9枚目 6–1         | 東幕下3枚目 3–4             |
| 2000年 （平成12年） | 東幕下7枚目 3–4         | 西幕下14枚目 2–6        | 東幕下27枚目 2–5        | 東幕下45枚目 6–1            | 西幕下21枚目 4–3        | 西幕下13枚目 3–4            |
| 2001年 （平成13年） | 東幕下22枚目 4–3        | 東幕下17枚目 3–4        | 西幕下22枚目 4–3        | 東幕下16枚目 5–2            | 東幕下8枚目 1–6         | 東幕下27枚目 4–3            |
| 2002年 （平成14年） | 東幕下20枚目 引退 0–1–6 | x                       | x                       | x                           | x                       | x                           |
| 各欄の数字は、「勝ち-負け-休場」を示す。 優勝 引退 休場 十両 幕下 三賞：敢=敢闘賞、殊=殊勲賞、技=技能賞 その他：★=金星 番付階級：幕内 - 十両 - 幕下 - 三段目 - 序二段 - 序ノ口 幕内序列：横綱 - 大関 - 関脇 - 小結 - 前頭（「#数字」は各位内の序列） |                         |                         |                         |                             |                         |                             |

## 改名歴
- 廣瀬山 昌司（ひろせやま まさし）1993年3月場所
- 広瀬山 昌司（読み方同じ）1993年5月場所～1998年3月場所
- 双筑波 勇人（ふたつくば ゆうと）1998年5月場所～2002年1月場所